# Sea Shimooka
Sea Shimooka (Tokio, 6 de febrero de 1995) es una actriz y modelo japonesa-estadounidense, conocida por su papel de Emiko Queen en Arrow (2018-2020).

## Biografía
Nació en Tokio, Japón de padre japonés de origen hawaiano y madre francesa. Creció en San Francisco, California. 

## Carrera
Poco después de graduarse en la Tisch School of the Arts de Nueva York, Sea fue elegida en una búsqueda nacional para el programa ABC Discovers y consiguió un papel fijo en la serie Arrow como Emiko. También apareció en la serie MacGyver como Kai.
Recientemente ha rodado The Three Body Problem, de los guionistas de Dan Weiss y David Benioff.